# Ayouba Traoré
Ayouba Traoré, (* 9. srpna 1982) je malijský zápasník–judista. Na mezinárodní scéně se objevuje sporadicky. Pracuje jako učitel na francouzské škole v Bamaku. V roce 2016 se na něho usmálo štěstí v podobě africké kontinentální kvóty pro účast na olympijských hrách v Riu, kde vypadl v prvním kole.